# مرض فيروس إيبولا
مرض فيروس إيبولا (بالإنجليزية: Ebola Virus Disease اختصاراً EVD)‏ أيضا الحمى النزفية إيبولا (بالإنجليزية: Ebola Hemorrhagic Fever اختصاراً EHF)‏، أو ببساطة إيبولا (بالإنجليزية: Ebola)‏، هو مرض يصيب البشر وغيرها من الرئيسيات الناجمة عن فيروس إيبولا es. العلامات والأعراض تبدأ عادة بين يومين وثلاثة أسابيع بعد الإصابة بالفيروس مع الحمى، التهاب الحلق، آلام في العضلات، والصداع. ثم، قيء، إسهال وطفح عادة ما تحدث، جنبا إلى جنب مع انخفاض وظائف كلا من الكبد والكلى. في هذا الوقت يبدأ بعض الناس بالنزف داخليا وخارجيا. المرض ذو مخاطر عالية من الموت، مما أسفر عن مقتل ما بين 25 و90 في المئة من المصابين في المتوسط نحو 50 في المئة. هذا غالبا ما يرجع إلى انخفاض ضغط الدم من فقدان السوائل، وعادة ما يلي بعد 6-16 أيام من ظهور الأعراض.
وينتشر الفيروس عن طريق الاتصال المباشر مع السوائل في الجسم، مثل الدم، في الشخص المصاب أو الحيوانات الأخرى. قد يحدث هذا أيضا من خلال الاتصال مع مادة ملوثة مؤخرا مع سوائل الجسم. انتشار المرض عن طريق الهواء بين الرئيسيات، بما في ذلك البشر، لم يتم توثيقه في أي مختبر أو تحت الظروف الطبيعية. إن المني أو حليب الثدي لشخص بعد الشفاء من مرض فيروس إيبولا قد لا يزال يحمل الفيروس لعدة أسابيع أو أشهر. يعتقد أن خفافيش الفاكهة أن تكون هي المضيف الطبيعي للمرض، وهي قادرة على نقل الفيروس دون أن تتأثر به. أمراض أخرى مثل الملاريا، الكوليرا، حمى التيفوئيد، التهاب السحايا وغيرها الحمى النزفية الفيروسية قد يشبه مرض فيروس إيبولا. يتم اختبار عينات من الدم للحمض نووي ريبوزي الفيروسي، الأجسام المضادة الفيروسية أو الفيروس نفسه للتأكد من التشخيص.

## العلامات والأعراض

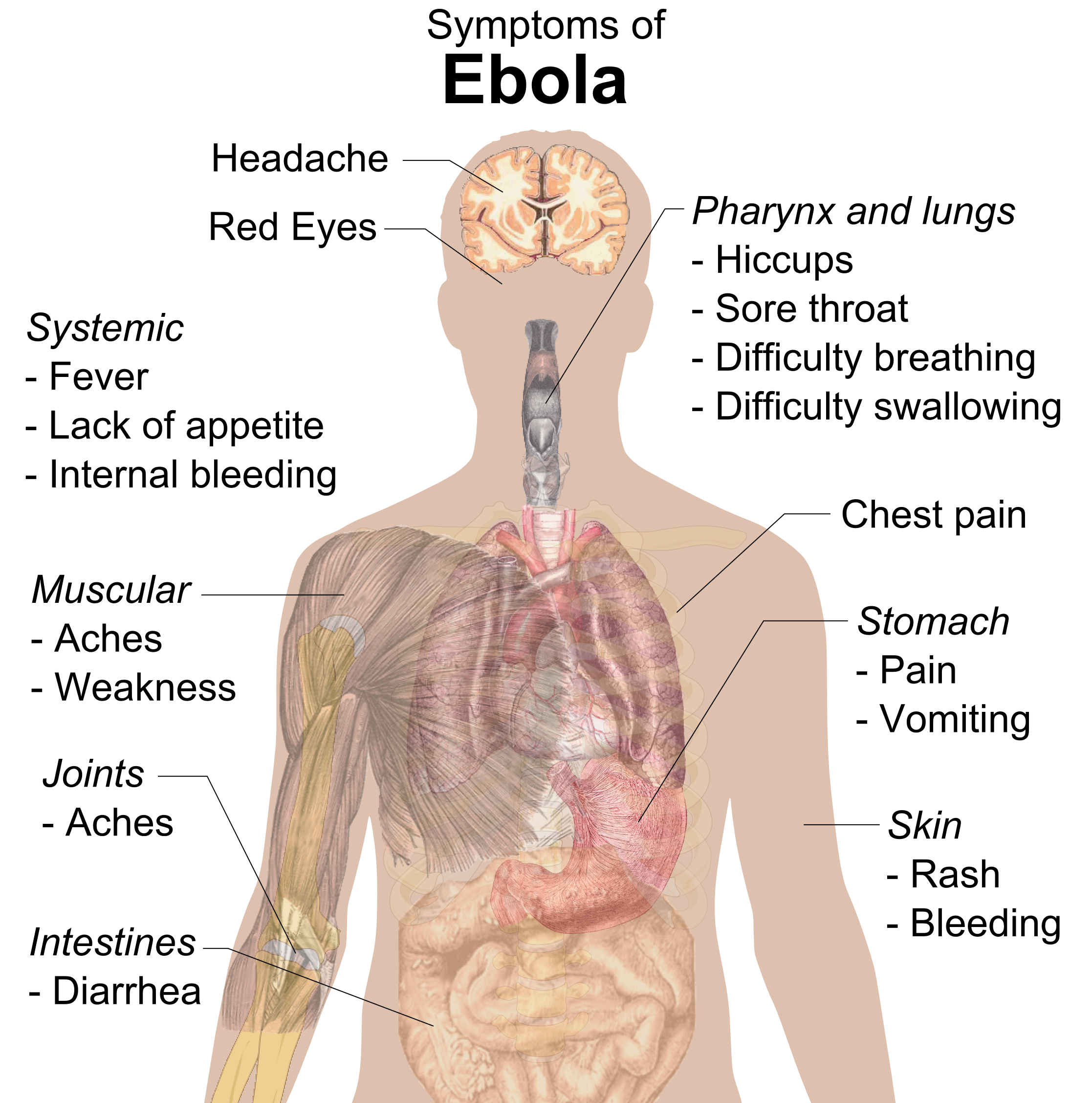
علامات وأعراض فيروس إيبولا

طول الفترة الزمنية بين التعرض للفيروس وتطوير الأعراض (فترة الحضانة) هو ما بين 2 إلى 21 يوما، عادة ما بين 4 إلى 10 أيام. ومع ذلك، تشير التقديرات الأخيرة على أساس نماذج رياضية تتنبأ أن حوالي 5٪ من الحالات قد يستغرق أكثر من 21 يوما لإحداث المرض.
تبدأ الأعراض عادة بحمى موهنة وآلام في العضلات وصداع والتهاب في الحلق، يتبعها قيء وإسهال وظهور طفح جلدي واختلال في وظائف الكلى والكبد، والإصابة بنزيف داخلي وخارجي على حد سواء. وبتفصيل: تبدأ بـ إنفلونزا مفاجئة - مثل المرحلة التي تتميز بالشعور بالتعب، الحمى، ضعف، فقدان الشهية، آلام في العضلات، آلام المفاصل، والصداع، والتهاب في الحلق. الحمى عادة ما تكون أعلى من38.3 °م (101 °ف). وغالبا ما يعقب ذلك تقيؤ، إسهال وآلام في البطن. ثم، ضيق في التنفس وألم في الصدر قد تحدث، جنبا إلى جنب مع تورم، الصداع وحدوث الارتباك. في حوالي نصف الحالات، قد الجلد تطوير طفح بقعي حطاطي، وهي منطقة حمراء مسطحة مغطاة بالمطبات الصغيرة، من 5 إلى 7 أيام بعد بدء الأعراض.
في بعض الحالات، قد يحدث نزيف داخلي وخارجي. هذا يبدأ عادة بعد ظهور الأعراض الأولى بخمسة إلى سبعة أيام. جميع المصابين يظهر لديهم إنخفاض تخثر الدم. النزف من الأغشية المخاطية أو من مواقع ثقوب الإبر تم الإبلاغ عنها في 40-50٪ من الحالات. قد يتسبب هذا تقيؤا دمويا، سعال الدم. أو دم في البراز  النزف في الجلد قد يخلق بثرة أو حبة، فرفرية، الكدمات أو ورم دموي (وخصوصا حول مواقع الحقن إبرة). نزيف في بياض العينين قد يحدث أيضا. نزيف حاد غير شائع. إذا حدث ذلك، فإنه عادة ما يقع داخل الجهاز الهضمي.
الانتعاش قد يبدأ بين 7 و14 يوما بعد ظهور الأعراض الأولى. الموت، في حال حدوثه، يحدث عادة في خلال 6-16 يوما من ظهور الأعراض الأولى وغالبا ما يرجع إلى انخفاض ضغط الدم من فقدان السوائل. بشكل عام، فإن النزف غالبا ما يشير إلى نتائج أسوأ، وفقدان الدم قد يؤدي إلى الموت. المرضى غالبا ما يكونون في غيبوبة قرب الموت. أولئك الذين يظلون على قيد الحياة في كثير من الأحيان يعانون من العضلات الجارية وآلام المفاصل، التهاب الكبد، وانخفاض السمع، ويمكن أن يكون عرض بنيوي مثل الشعور بالتعب، واستمرار الضعف، وانخفاض الشهية، وصعوبة العودة إلى الوزن ما قبل المرض. بالإضافة إلى ذلك فالمرضى يطورون الأجسام المضادة ضد فيروس إيبولا التي تدوم 10 سنوات على الأقل، ولكن من غير الواضح إذا كانت المناعة ستتكون ضد العدوى المتكررة. إذا قدر لشخص ما أن يتعافى من الإيبولا، فإنه لن يعود قادرا على نقل المرض.

## التشخيص
يتم التعرف على الفيروس عن طريق فحص الدم أو البول أو اللعاب من قبل المختبر عن طريق مجهر إلكتروني حديث جداً له القدرة على تصوير الجزيئات.

## مسببات المرض
توجد أربعة أماكن يمكن تمييز فيروس إيبولا فيها وهي جنوب السودان والكونغو الديموقراطية والغابون وكوت ديفوار. ففي هذه المناطق تنتشر هذه الحمى. وحوالي 50% إلى 90% من المرضى بحمى الإيبولا يموتون. هذا الفيروس القاتل يشبه فيروس ماربورغ (بالإنجليزية: Marburg-Virus)‏ من حيث أنهما لا يدمرا الوسط الناقل، لأن الفيروس يحتاج هذا الناقل لكي يتكاثر ويتوسع؛ حيث أنه إلى يومنا هذا لم يتم التعرف بالضبط على ناقل الفيروس الرئيسي.
في البدايات، تمكّن العلماء من إنتاج مضاد حيوي أو مثبّط لعمل الفيروس، وحقنوها في ثلاثة خفافيش (Hypsignathus monstrosus). لكن النتائج بينت لاحقاً أن الخفافيش من أنواع (Epomops franqueti) و (Myonycteris torquata) ماتت، كما ماتت من قبلها قرود الشمبانزي والغوريلا بسبب فيروس إيبولا. لهذا السبب يرى الباحثون أن هذه الأنواع الثلاثة من الثدييات تعتبر مصدراً رئيسياً لنقل فيروس الإيبولا وينصحون بعدم أكل هذه الحيوانات في غرب ووسط أفريقيا لكي يتم تجنب انتقال الفيروس إلى الإنسان.
مرض فيروس إيبولا في البشر ينجم عن أربعة من خمسة فيروسات من جنس إيبولا فيروس . الأربعة هي بونديبوجيو فيروس من المنطقة الغربية، أوغندا (BDBV)، فيروس السودان (SUDV)، تا فيروس الغابات (TAFV) واحدة تسمى ببساطة فيروس إيبولا (EBOV، سابقا فيروس إيبولا زائير). أجناس EBOV, فيروس إيبولا زائير وهي من فيروسات خيطية، هو أخطر من الفيروسات المسببة للEVD المعروفة، ومسؤولة عن أكبر عدد من حالات تفشي الوباء. ويعتقد أن الفيروس الخامس، ريستون فيروس (RESTV)، لا يسبب المرض لدى البشر، ولكن قد يسبب المرض في الرئيسات الأخرى. ترتبط جميع الفيروسات الخمسة ارتباطا وثيقا بفيروس ماربورغ.

### علم الفيروسات

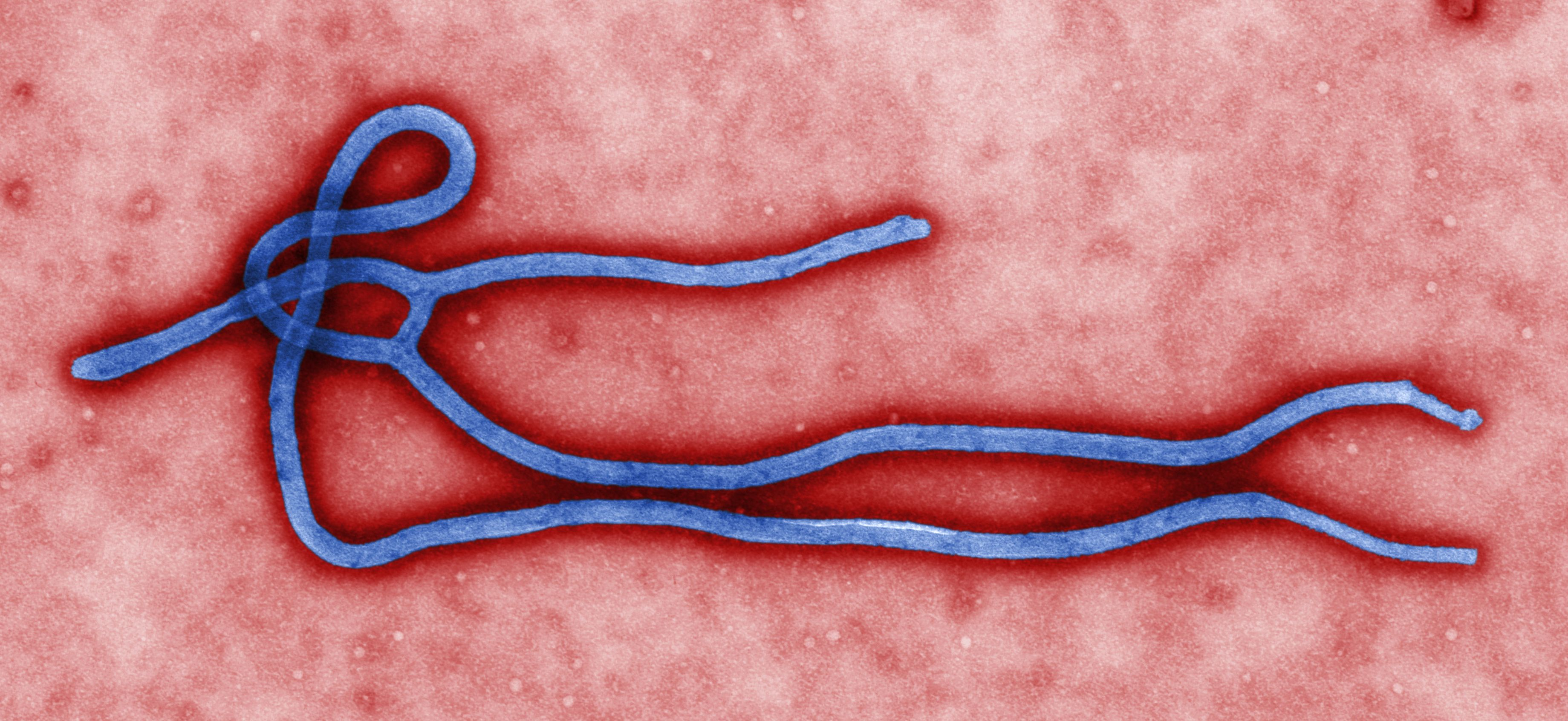
الميكروسكوب الإلكتروني صورة مجهرية من فيروس الايبولا الفيريون

يحتوي إيبولا فيروس بصورة محصورة فردية وغير معدية على حمض نووي ريبوزي الجينوم. جينوم إيبولا فيروس الجينومات تحتوي على سبعة جينات بما في ذلك 3'-UTR-NP-VP35-VP40-GP-VP30-VP24-L-5'-UTR. جينومات من إيبولا فيروس مختلفة الخمسة (BDBV، EBOV، RESTV، SUDV وTAFV) تختلف في تسلسل وعدد موقع الجين المتداخل. كما هو الحال مع جميع الفيروسات خيطية، فيرونس إيبولا فيروس هي جسيمات خيطية التي قد تظهر في شكل الراعي المحتال، ل "U" أو من "6," وأنها قد تكون ملفوفة، أو حلقية أو متشعبة. بشكل عام، إيبولا فيرونس هي 80 نانومتر (نانومتر) في العرض وقد تكون 14,000 نانومتر.

## انتقال المرض
ينتقل المرض بين البشر عن طريق الاتصال المباشر بالدم أو سوائل الجسم للشخص الذي تظهر عليه أعراض المرض. قد يتواجد الفيروس في اللعاب، السوائل المخاطية، البول، البراز، العرق، لبن الأم، والسائل المنوي. وترى منظمة الصحة العالمية (WHO) أن الأشخاص الذين يعانون بشدة من المرض فقط قد ينقلون الفيروس عن طريق اللعاب. ولم يتم إثبات انتقال الفيروس عن طريق العرق. حيث أن معظم حالات العدوى تحدث عن طريق انتقال الفيروس عن طريق الدم والبراز والقيء. تشمل نقاط أو مستقبلات دخول الفيروس الأنف، الفم، العينين، الخدوش، الجروح المفتوحة والكدمات. وقد ينتقل المرض أيضا عن طريق ملامسة الأسطح الملوثة بالفيروس مثل الإبر والحقن. إن الفيروس يستطيع النجاة خارج الجسم لبضع ساعات بينما يعيش داخل سوائل الجسم لمدة أيام.
قد يظل الفيروس موجودا في السائل المنوي لمدة 8 أسابيع حتى بعد الشفاء، مما قد يؤدي إلى انتقال الفيروس جنسيا. وقد يظهر أيضا في لبن الأم المرضع حتى بعد الشفاء وليس معروفا مدى سلامة إرضاعها بعد ذلك.
كما تمثل جثث المصابين مصدر لانتقال المرض حيث يتم التخلص منها إما بطرق الدفن التقليدية أو بطرق متقدمة مثل التحنيط. يعتقد أن 69% من مصابي المرض في غينيا خلال عام 2014 راجع إلى عدم أخذ الحماية في التعامل مع الجثث المصابة خاصة مع طقوس الدفن الغينية، أن فريق الرعاية الطبية يعتبر معرضا أيضا للإصابة بالمرض. وتزيد نسبة الإصابة بالمرض خاصة عند عدم ارتداء ملابس وقائية أو أقنعة أو قفازات أو نظارات وقائية. ويجب التنبيه أنه لابد من تجنب ارتداء الملابس الملوثة أو حملها بشكل غير صحيح، حيث يعتبر هذا العامل أحد أسباب انتشار الوباء في مدن في غرب إفريقيا مع قلة الخدمة الصحية الموجودة وقد لوحظ انتشار المرض في المستشفيات عن طريق الإبر تحت الجلدية هناك بعض المراكز الصحية لا تحتوي على مياه جارية.
إن انتقال الفيروس بين البشر عن طريق الهواء لم يتم إثباته عند تفشي المرض.
ويرجع عدم انتقال الفيروس هوائيا بين الناس إلى وجوده بنسب ضئيلة في الرئتين وأجزاء أخرى في الجهاز التنفسي غير كافية لإحداث مرض. لوحظ في المعامل فقط انتقال الفيروس في الهواء ولكن من الخنازير إلى الرئيسيات وليس من الرئيسيات إلى بعضها. وهناك عدد من الدراسات التي أجريت في ضوء انتقال الفيروس في الهواء وجدت أن انتقال الفيروس إلى الخنازير ومنها إلى الرئيسيات يمكن أن يحدث بدون الاتصال المباشر بها لأنها وعلى خلاف البشر والرئيسيات، تملك الخنازير المصابة بفيروس إيبولا نسبا عالية من الفيروس في رئتيها وليس في مجرى دمها. وبالتالي فهي تنقل المرض عن طريق الرذاذ الصادر منها في الهواء أو الأرض عند السعال في المقابل، يخزن الإنسان والرئيسيات الفيروس في الدم بشكل أكبر من تواجد الفيروس في الرئة لم يتم ملاحظة انتقال الفيروس عن طريق الماء أو الطعام. ولم يذكر انتقال الفيروس عن طريق الحشرات أو البعوض.

## علم وظائف الأعضاء المرضى

المخطط المرضى

وعلى غرار فيروسات الإيبولا الأخرى، EBOV يعيد بكفاءة عالية في العديد من خلايا، حيث يتم إنتاج كميات كبيرة من الفيروس في خلية وحيدة، خلية أكولة كبيرة، خلية متغصنة وغيرها من الخلايا بما في ذلك خلايا الكبد، خلية ليفية يافعة، وخلايا الغدة الكظرية. تكاثر الفيروس يتسبب في الإفراج عن مستويات عالية من إشارات التهابات كيميائية ويؤدي إلى حالة أنتان.
ويعتقد EBOV أن تصيب البشر من خلال الاتصال مع الأغشية المخاطية أو عن طريق فواصل الجلد. وبمجرد الإصابة بالعدوى، بطانة غشائية (الخلايا المبطنة لداخل الأوعية الدموية)، وخلايا الكبد، وعدة أنواع من الخلايا المناعية مثل خلية ،وحيدة أكولة كبيرة، والخلايا الجذعية هي الأهداف الرئيسية للعدوى. بعد الإصابة بالفيروس، فإن الخلايا المناعية تحمل الفيروس إلى العقد الليمفاوية القريبة حيث يتم المزيد من استنساخ الفيروس . من هناك، يمكن للفيروس أن يدخل مجرى الدم والجهاز اللمفاوي وينتشر في جميع أنحاء الجسم. الخلية أكولة كبيرة هي الخلايا الأولى التي تصاب بالفيروس، وينتج عن تلك العدوى موت الخلية المبرمج. أنواع أخرى من خلايا الدم البيضاء، مثل الخلايا الليمفاوية، موت الخلايا المبرمج أيضا الخضوع مما يؤدي إلى قلة اللمفاويات غير الطبيعي تركيز منخفض من الخلايا الليمفاوية في الدم. وهذا يسهم في استجابة مناعية أضعف يتم رؤيتها لدى المصابين بإيبولا فيروس EBOV.
خلايا البطانة الغشائية قد تكون مصابة خلال 3 أيام بعد التعرض للفيروس. ويمكن أن يعزى انهيار الخلايا البطانية التي تؤدي إلى إصابة الأوعية الدموية بالتهتك وبما يطلق عليه فيروس إيبولا البروتين سكري. هذا الضرر يحدث نتيجة لتخليق بروتين سكري فيروس إيبولا (GP)، مما يقلل من توافر مادة الإنتغرين المسؤولة عن التصاق الخلية إلى هياكل بين الخلايا ويسبب تلف الكبد، مما يؤدي إلى تخثر معيب. النزف على نطاق واسع الذي يحدث في الناس المتضررين يسبب تورم وصدمة بسبب فقدان حجم الدم. في اختلال وظيفي في النزيف والتخثر ويعزى بشكل شائع في مرض فيروس إيبولا نظرا إلى زيادة تفعيل مسار خارجي من شلال التخثر بسبب الإنتاج المفرط العامل النسيجي بنسبة خلية وحيدة خلية ضامة أكولة كبيرة.
بعد الإصابة، يتم إفراز بروتين سكري، يتم تصنيعه بروتين سكري صغير (برنامج المنح أو GP) ذائب.إنتاج EBOV وإستنساخه يثقل كاهل تخليق البروتين من الخلايا المصابة والدفاعات المناعية المضيفة . حيث GP يشكل مجمع مثلوثي، التي تربط الحبال الفيروسبة إلى الخلايا البطانية. برنامج المنح يشكل بروتين مثنوي الذي يتداخل مع إشارات من الخلايا المتعادلة، نوع آخر من خلايا الدم البيضاء، والتي تمكن الفيروس أن يتهرب من الجهاز المناعي عن طريق تثبيط الخطوات الأولى لتفعيل العدلات. وجود جزيئات فيروسية وتلف الخلايا الناتجة عن الفيروسات في مهدها خارج الخلية يسبب الإفراج عن إشارات كيميائية (مثل عامل نخر الورم، IL-6 وIL-8)، والتي هي الإشارات الجزيئية للحمى والالتهاب.

### التهرب من النظام المناعي
تتداخل عدوى Filoviral أيضا مع حسن سير العمل في المناعة الطبيعية. بروتينات مرض فيروس إيبولا تقلل من استجابة الجهاز المناعي البشري للعدوى الفيروسية عن طريق التداخل مع قدرة الخلايا على إنتاج والرد على البروتينات المضادة للفيروسات مثل انترفيرون ألفا، انترفيرون بيتا، والانترفيرون غاما.

## الوقاية
عزل المريض عن الأناس السليمين، ومعاملة مرضي الايبولا بارتداء ملابس خاصة محكمة، مع تطهير تلك الملابس الطبية بعد كل تعامل مع المرض بالمطهرات، أو التخلص منها بطريقة سليمة مثل دفنها أو حرقها. تتركز الوقاية أساسيا في عمل كل شيء لضمان عدم انتقال العدوي من المريض إلى السليم وعدم استخدام كل ما لمسه المريض أو تعرض له مثل أشياء مسكها كالأكواب والملاعق والملابس . وتتضمن طرق الوقاية تقليل انتشار المرض بالانتقال من القرود والخنازير المصابة إلى الإنسان. يمكن إجراء هذا بفحص مثل هذه الحيوانات للكشف عما إذا كانت مصابة بالعدوى وقتل الحيوانات المصابة والتخلص من أجسامها بالطرق المناسبة. طهي اللحم بالطريقة صحيحة وارتداء ملابس واقية عند التعامل مع اللحم يمكن أن يكون مفيداً، وكذلك ارتداء ملابس واقية وغسل الأيدي عند التواجد في الأماكن المحيطة بشخصٍ مصاب. يجب التعامل بحرص شديد مع عينات سوائل الجسم والأنسجة للأشخاص المصابين من وراء حاجز زجاجي .

## الأبحاث عن العلاج
لا يوجد علاج محدد تمت الموافقة عليه،  العلاج هو في المقام الأول دعمي.
في آذار/مارس 2014، منظمة الصحة العالمية (WHO) ذكرت تفشي وباء الإيبولا في غينيا، غرب أفريقيا. المرض انتشر بعد ذلك إلى الدول المجاورة من ليبيريا وسيراليون. في 2014 تفشي الإيبولا في غرب أفريقيا هي أكبر تفشي للإيبولا من أي وقت مضى تم توثيقه وتسجيله لأول مرة في المنطقة. مدير المعهد الوطني للحساسية والأمراض المعدية بالولايات المتحدة أعلن إن المجتمع العلمي لا يزال في المراحل المبكرة من فهم كيفية علاج الإصابة بفيروس الإيبولا .
عدم توفر العلاجات في معظم المناطق المتضررة قد أثار الجدل، حيث يدعو البعض إلى أن تكون الأدوية التجريبية أكثر وعلى نطاق واسع في أفريقيا على أساس إنساني، واخرون يحذرون من أن جعل الادوية غير مثبتة وعلى نطاق واسع من شأنه أن يكون غير أخلاقي، وخاصة في ضوء التجارب التي أجريت في البلدان النامية من قبل شركات الأدوية الغربية. نتيجة لهذا الجدل في 12 آب/أغسطس خبراء من منظمة الصحة العالمية ايدت استخدام الادوية الغير معروفة آثارها، وقال أيضا أن تحديد العلاجات التي ينبغي استخدامها وكيفية توزيعها بالتساوي كانت من المسائل التي تحتاج إلى مزيد من المناقشة.

### العلاجات التجريبية قيد البحث
- ZMapp هوي مزيج من ثلاثة أجسام مضادة خيالية والتي هي فعالة في القرود المصابة بمرض «الإيبولا».[35] إمدادات محدودة من الادوية كانت تستخدم لعلاج عدد صغير من الأفراد المصابين بفيروس الإيبولا في وقت مبكر من تفشي الوباء غرب أفريقيا 2014-5؛ على الرغم من أن بعض الأفراد تعافى إلا ان النتيجة لا تعتبر ذات دلالة إحصائية.[36][37] المرحلة 1/2 : محاولة بدأت في ليبيريا والولايات المتحدة في 27 شباط/فبراير 2015.[38][39]
- (افيجن)دواء مضاد للفيروسات واسع المجال، والتي تظهر أن تكون مفيدة في نموذج الفأر المصاب من «إيبولا».[40][41] المرحلة 2: تجربة سريرية تبدأ في غينيا في كانون الأول/ديسمبر عام 2014، [42][43] مع التقارير الأولية تشير إلى أن لديها بعض الفوائد.[44][45][46][47][48][49][50][51]

### منتجات الدم
منظمة الصحة العالمية صرحت بأن نقل دم كامل أو تنقيته من المصل من الناجين من الإيبولا لديه أعظم الإمكانات التي سيتم تنفيذها على الفور . دراسة في سيراليون بدأت في تشرين الثاني/نوفمبر 2014، تشير النتائج الأولية إلى أن 80 في المئة هو معدل البقاء على قيد الحياة. التجارب في ليبيريا وغينيا بدأت في كانون الثاني/يناير 2015، بتمويل من مؤسسة غيتس. نقل الدم استخدم أيضا في عام 1995 حين تفشي المرض في جمهورية الكونغو الديمقراطية، و7 من أصل 8 من المرضي نجوا .

### الأدوية الموجودة ذات الفعالية ضد الإيبولا
ريبافيرين ومن المعروف أيضا أن يكون فعالا ضد ebolaviruses على الرغم من فعاليتها ضد الفيروسيات النزفية مثل حمى لاسا.
الانترفيرون جربت كشكل من أشكال العلاج لمرض فيروس إيبولا، ولكن تم العثور على أنها غير فعالة.

### الاختبارات التشخيصية
مسألة واحدة والتي تعوق السيطرة على الإيبولا هو أن الاختبارات التشخيصية التي تتوفر حاليا تتطلب معدات متخصصة وموظفين مدربين تدريبا عاليا. لأن هناك عدد قليل من مراكز الختبار المناسبة في غرب أفريقيا، وهذا يؤدي إلى التأخير في التشخيص. في كانون الأول/ديسمبر، مؤتمر في جنيف بهدف الوصول إلى أدوات التشخيص والتي يمكن من خلالها تحديد الإيبولا بثقة وبسرعة أكبر. اجتماع بدعوة من منظمة غير هادفة للربح مؤسسة وسائل التشخيص الابتكارية، يسعى إلى تحديد الاختبارات التي يمكن استخدامها من قبل موظفين غير مدربين، لا تحتاج إلى كهرباء أو يمكن أن تعمل على البطاريات أو الطاقة الشمسية واستخدام الكواشف التي يمكن أن تحمل درجات الحرارة من 40 درجة مئوية.

## تاريخ اكتشاف المرض
على الرغم من أن الإيبولا كان معروفًا منذ عقود، إلا أنه من الصعب تحديد المكان الذي بدأ فيه. في الواقع، لم يكن له بداية حقيقية، ولكنه تطور بدءا من فيروس آخر ابتلى به الجنس البشري لسنوات.
يعتقد روبرت بريستون، الذي كتب أحد أولى الأعمال عن الإيبولا، أن الإيبولا بدأ عهده الحديث في عام 1976 في البلدة الألمانية ماربورغ التي اكتشف فيها.  حيث قام الفيروس بإخراج رأسه القبيح بين عمال المصانع في مركز بيهرينغ لانتاج اللقاحات ضد الأمراض، لكن لم يتم ملاحظته في ذلك الوقت.
إحدى المجلات الطبية قامت في عام 1970 بنشر أن حارس القردة عاد من إجازته في 13 من أغسطس وشرع بوظيفته في قتل القرود من 14 إلى 23. ظهرت على العامل الأعراض الأولى في 21 من الشهر نفسه. من ناحيه أخرى كسر مساعد المختبر أنبوب اختبار كان من المفترض تعقيمه وأصيب في 28 أغسطس وسقط مريضا في 4 سبتمبر 1976.
نتيجة لتلك الأخطاء، اكتشف أن 31 شخصاً قد أصابهم الفيروس الذي أصبح إيبولا خلال خريف عام 1976.
في عام 1992 وجهت تهم إلى أعضاء جماعة أوم شنريكيو بالتفكير باستخدام الإيبولا كسلاح إرهابي. حيث قام رئيس الجماعة شوكو أساهارا باصطحاب 40 من أتباعه إلى زائير بحجة مساعدة الجهود في محاربة المرض للحصول على عينات من الفيروس. وبسبب أن الفيروس ذو سمية عالية فيعتبر كأحد الأسلحة البيولوجية.
اكتشف المرض بداية في بلدة تقع على أطراف غابة مطيرة تسمى كيكويت في زائير، كان بائع فحم نباتي يعد فحمه في عمق الغابة ويحزمه ويحمله على رأسه إلى كيكويت. في 6 يناير 1995، شعر الرجل بأنه مريض، ووقع على الأرض مرتين وهو في طريقه من الغابة إلى البيت. وعندما وصل قال إنه مصاب بصداع وحمّى. خلال الأيام القليلة التالية تدهورت حالته. وفي 12 يناير حملته عائلته إلى مستشفى كيكويت العام. وهناك ازدادت حالته سوءاً وبدأ بالتقيؤ؛ كان الدم يتدفق من أنفه وأذنيه بشكل يتعذر ضبطه، وما لبث أن توفي في 15 من الشهر نفسه. وسرعان ما صار آخرون من عائلته، ممن لمسوا جسده، مرضى. وبحلول شهر مارس مات اثنا عشر فرداً من أقربائه. في أواسط شهر نيسان (أبريل) ظهر المرض على أفراد من هيئة العاملين في المستشفى وآخرون كما حدث للفحّام وعائلته، وسرعان ما انتشر المرض إلى بلدتين أخريين في المنطقة، وصار محتماً طلب المساعدة.
توجه أحد العلماء وقام بجمع عينات من دم المرضى وقام بإرساله إلى مراكز مكافحة الأمراض في أتلانتا في ولاية جورجيا الأمريكية. وجدت الأبحاث أن المرض هو «الإيبولا».

## الجهود الدولية للقضاء على المرض
مع استغاثة كيكويت، تجاوب المجتمع الدولي وبدأ التبرع بالمال والمعدات الطبية؛ واستقلت فرق الباحثين الطائرات من أوروبا وجنوب أفريقيا والولايات المتحدة. حيث كان لمجيئهم هدفان: الأول هو المساعدة على ضبط تفشي المرض. والهدف الثاني هو اكتشاف مكان تمركز الفيروس.
وللمساعدة على إيقاف الوباء، قام العاملون في حقل الصحة بالبحث في كل شارع للعثور على أي شخص تبدو عليه أعراض المرض. وكان المريض يحمل إلى المستشفى ويوضع في محجر صحي ويُعتنى به بشكل آمن. أما الذين يموتون فكانوا يلفون بشراشف بلاستيكية ويدفنون فوراً. وقد شنت حملة واسعة لتزويد عمال العناية الصحية والناس عموماً بمعلومات دقيقة عن المرض.
والفيروس فتّاك جداً بحيث عكف العلماء في أتلانتا على دراسته في مختبر شديد الأمان مزوّد بجهاز تهوية يمنع تسرب أي ميكروب ينتقل بالهواء. وقبل دخول المختبر يرتدي العلماء بزّات فضاء واقية ويستحمون بالمطهرات عندما يغادرون.
وكان الأطباء الذين وفدوا على كيكويت قد حملوا معهم ملابس وقائية وقفازات وقبعات تُرمى بعد استعمالها، ونظارات واقية وبذلات خصوصية تغطي الجسم كله فلا يخترقها الفيروس. وبالمقارنة، افتقر معظم سكان كيكويت إلى المعدات والمعرفة الكافية لحماية أنفسهم. وخاطر آخرون بحياتهم أو خسروها عمداً بسبب الاعتناء بأحبائهم المرضى، وكانت النتيجة خسائر فادحة في الأرواح، حيث أباد الفيروس عائلات بكاملها.

## العلاج
أقرت إدارة الغذاء والدواء الأمريكية، عقار إنمازيب الذي أنتجته شركة ريجينيرون، أول علاج توافق عليه الإدارة لعلاج عدوى فيروس الإيبولا في البالغين والأطفال.